# Dendropithecus
 Dendropithecus  ist eine ausgestorbene Gattung aus der Gruppe der Altweltaffen (Catarrhini), die vor mehr als 16 Millionen Jahren während des frühen Miozäns in Ostafrika vorkam.
Zur Gattung Dendropithecus gehören zwei Arten, Dendropithecus macinnesi und Dendropithecus ugandensis.

## Namensgebung
Dendropithecus ist ein Kunstwort. Die Bezeichnung der Gattung ist abgeleitet aus den griechischen Wörtern δένδρον (altgriechisch ausgesprochen déndron: „Baum“) und πίθηκος (ausgesprochen píthēkos: „Affe“). Das Epitheton der Typusart, Dendropithecus macinnesi, ehrt den britischen Säugetierforscher und Paläontologen Donald Gordon MacInnes, das Epitheton der im Jahr 2010 beschriebenen zweiten Art, Dendropithecus ugandensis, verweist auf den Fundort der Fossilien in Uganda.
Die Gattung Dendropithecus und die Typusart Dendropithecus macinnesi wurden im Jahr 1977 von Peter Andrews und Elwyn L. Simons zwar erstmals beschrieben, dies erfolgte jedoch im Verlauf ihrer Revision der Zuordnung von bereits länger bekannten Fossilien zu bestimmten Gattungen. Als Holotypus von Dendropithecus wurde ein bereits 1950 von Wilfrid Le Gros Clark und Louis Leakey als Limnopithecus macinnesi bezeichneter, teilweise erhaltener und bezahnter Unterkiefer (Sammlungsnummer BMNH M 16650) vom Fundort Wakondu auf Rusinga Island in Kenia ausgewählt. Gemäß den Internationalen Regeln für die Zoologische Nomenklatur wurde bei dieser Umbenennung das Epitheton macinnesi beibehalten.

## Funde
Dem Unterkiefer BMNH M 16650 (BMNH steht für den Verwahrort, das British Museum / Natural History in London) wurden 1977 in der Studie von Andrew und Simons 158 weitere Fossilien als der neu eingeführten Gattung zugehörig ausgewiesen, darunter – zumeist einzeln geborgene – Belege für sämtliche Zähne, für die Gestalt des Oberkiefers und des Gaumens sowie zahlreiche Knochen aus dem Bereich unterhalb des Schädels.
Ein Teil dieser Fossilien war 1948 von Louis Leakey entdeckt worden. Eingebettet in Kalkstein, hatte er Röhrenknochen und in unmittelbarer Nähe Zähne und Unterkiefer von mindestens vier Individuen geborgen. Drei Jahre später wiesen Leakey und Clark in einer ausführlichen Beschreibung der von ihnen damals als Limnopithecus macinnesi bezeichneten Funde darauf hin, dass diese Fossilien Merkmale der heute lebenden Gibbons aufweisen und daher als „Gibbons in spe“ (gibbons in the making) interpretiert werden können. In den folgenden Jahren wurden weitere Fossilien entdeckt, so dass Dendropithecus Ende der 1970er-Jahre als die am besten durch Fundstücken belegte Gattung der Menschenartigen aus dem Miozän Kenias galt.
Den Beschreibungen zufolge unterscheiden sich die Merkmale der Zähne deutlich von allen anderen Affenarten dieser Epoche. Dies gelte insbesondere für die vorderen Zähne – zwar seien weibliche Tiere kleiner gewesen als männliche, jedoch seien die Eckzähne bei beiden Geschlechtern messerscharf und vergleichbar mit den Gegebenheiten der heute lebenden Gibbons. Auch der grazile Bau der Oberschenkelknochen ähnele demjenigen der Gibbons, woraus bereits Clark und Leakey die Vermutung ableiteten, Dendropithecus habe sich im Geäst von Bäumen suspensorisch (an Armen und Beinen hängend) fortbewegt.
Zwischen 1968 und 2010 wurden auch in Uganda, im Bezirk Napak, mehr als 100 fossile Zähne und Unterkiefer-Fragmente sowie zahlreiche Röhrenknochen geborgen. Einige dieser Funde wiesen Merkmale auf, die eine nahe Verwandtschaft mit der Typusart der Gattung Dendropithecus nahelegten, jedoch war zu vermuten, dass die ugandischen Tiere zu Lebzeiten deutlich kleiner gewesen waren als die Tiere aus Kenia. Diese Funde wurden daher Dendropithecus ugandensis benannt. Holotypus der Art ist das Fragment eines Unterkiefers mit zwei erhaltenen rechten, großen Backenzähnen M2 und M3 aus der Fundstelle Napak I (Sammlungsnummer NAP I 1’00). Als Paratypen wurden u. a. je ein linker oberer und ein linker unterer Eckzahn sowie zwei Unterkiefer-Fragmente benannt.

## Stammesgeschichtliche Einordnung
Das Alter der Funde von mehr als 16 Millionen Jahren und die Beschaffenheit der Fossilien wurden 1977 laut Erstbeschreibung der Gattung dahingehend interpretiert, dass sie den frühen Vorfahren der heute lebenden Gibbons und Siamangs nahestehen. Diese stammesgeschichtliche Nähe zu den Gibbons wurde allerdings bereits 1980 von Peter Andrews infrage gestellt; 2010 wurde die Gattung im Zusammenhang mit der Erstbeschreibung von Dendropithecus ugandensis zurückhaltend den Menschenartigen zugeschrieben. 2014 kam eine Studie schließlich zu dem Ergebnis, dass die Gattung in der Gruppe der Altweltaffen vermutlich ein Seitenzweig der zu den Menschenartigen führenden Entwicklungslinie darstellt.

## Belege
1. ↑  Laut der Datenbank fossilworks.org 20,4 bis 16 Mio. Jahre. Eingesehen am 22. Februar 2022.
2. ↑  Wilfrid Le Gros Clark und Louis Leakey: Diagnosis of East African Miocene Hominoidea. In: The Quarterly Journal of the Geological Society of London. Band 105, 1950, S. 260–264, doi:10.1144/GSL.JGS.1949.105.01-04.10.
3. ↑  1963 hatte Simons das Fossil als Pliopithecus macinnesi – wegen Gemeinsamkeiten im Aufbau der Zähne – der eurasischen Gattung Pliopithecus zugeschrieben.
4. 1 2 3  Peter Andrews und Elwyn L. Simons: A New African Miocene Gibbon-Like Genus, Dendropithecus (Hominoidea, Primates) with Distinctive Postcranial Adaptations: Its Significance to Origin of Hylobatidae. In: Folia Primatologica. Band 28, Nr. 3, 1977, S. 161–169, doi:10.1159/000155807.
5. ↑   Wilfrid Le Gros Clark und Louis Leakey: The Miocene Hominoidea of East Africa. In: Fossil Mammals of Africa. Band 1, British Museum (Natural History), London 1951, S. 1–117.
6. 1 2  Martin Pickford, Sarah Musalizi, Brigitte Senut, Dominique Gommery und Ezra Musiime: Small Apes from the Early Miocene of Napak, Uganda. In: Geo-Pal Uganda. Band 3, 2010, S. 1–111.  ISSN 2076-5746.
7. ↑  Peter Andrews: Ecological adaptations of the smaller fossil apes. In:  Zeitschrift für Morphologie und Anthropologie. Band 71, Nr. 2, 1980, S. 164–173.
8. ↑  Lauren A. Michel et al.: Remnants of an ancient forest provide ecological context for Early Miocene fossil apes. In: Nature Communications. Band 5, Artikel-Nr. 3236, 2014, doi:10.1038/ncomms4236.